# Scolops nicholi
Scolops nicholi är en insektsart som beskrevs av Ball 1937. Scolops nicholi ingår i släktet Scolops och familjen Dictyopharidae. Inga underarter finns listade i Catalogue of Life.